# Distretto di Castrovirreyna
Il distretto di Castrovirreyna è uno dei dodici distretti della  provincia di Castrovirreyna, in Perù. Si trova nella regione di Huancavelica.